# إحصاءات نفسية
الإحصاءات النفسية هو تطبيق الصيغ والنظريات والأعداد والقوانين في علم النفس. تشمل الأساليب الإحصائية في علم النفس تطوير وتطبيق النظريات الإحصائية، بالإضافة إلى أساليب نمذجة البيانات النفسية. تشمل هذه الأساليب القياس النفسي، وتحليل العوامل، والتصميمات التجريبية، والإحصاء البايزي.